# Bezirk Bozen
Der Bezirk Bozen (auch: Bezirk Bozen Umgebung; italienisch: Bolzano) war ein Politischer Bezirk in der Gefürsteten Grafschaft Tirol. Der Bezirk umfasste Gebiete im zentralen und südlichen Südtirol um die Stadt Bozen, die auch Sitz der Bezirkshauptmannschaft (in der Raingasse) war. Das Gebiet wurde nach dem Ersten Weltkrieg Italien zugeschlagen.

## Geschichte

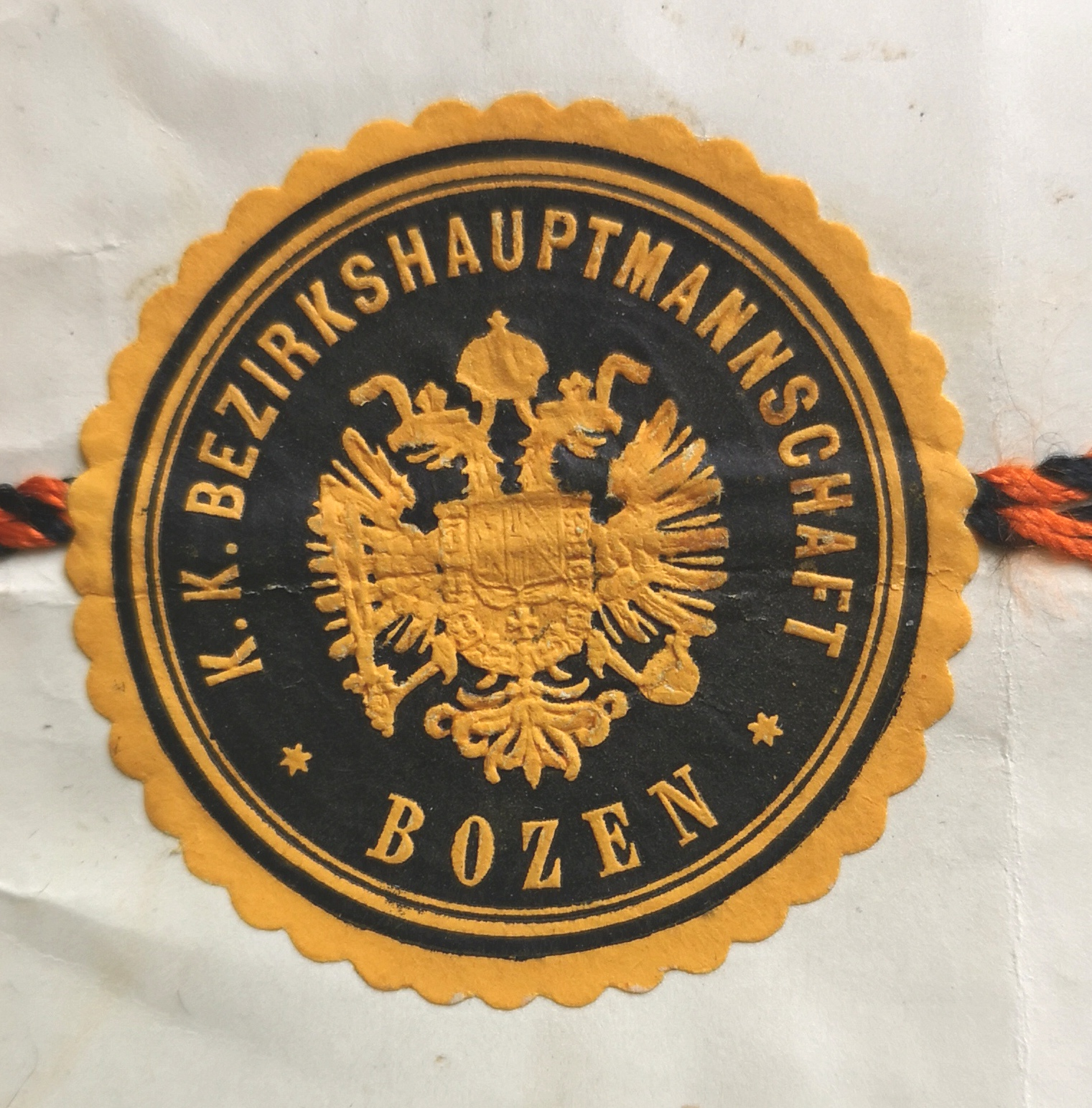
Stempelmarke der Bezirkshauptmannschaft Bozen, vor 1918

Die modernen, politischen Bezirke der Habsburgermonarchie wurden 1868 im Zuge der Trennung der politischen von der judikativen Verwaltung geschaffen.
Der Bezirk Bozen wurde dabei 1868 aus den sechs Gerichtsbezirken Bozen (Bolzano), Kaltern (Caldaro), Kastelruth (Castelrotto), Klausen (Chiusa), Neumarkt (Egna) und Sarnthal gebildet, wobei die zum Gerichtsbezirk Bozen gehörende Stadt Bozen nicht Teil des Bezirks war.
Im Bezirk Bozen lebten 1869 63.611 Personen, wobei der Bezirk 8929 Häuser beherbergte und 30,13 Quadratmeilen umfasste.
Der Bezirk Bozen umfasste 1910 eine Fläche von 1707,16 km² und beherbergte eine Bevölkerung von 73.970 Personen, davon hatten 64.924 Deutsch, 7.474 Italienisch oder Ladinisch und 1.572 eine andere Sprache als Umgangssprache angegeben oder waren Staatsfremde.
Der Bezirk bestand 1910 aus sechs Gerichtsbezirken mit 43 Gemeinden.
Durch die Grenzbestimmungen des am 10. September 1919 abgeschlossenen Vertrages von Saint-Germain wurde der Bezirk Bozen zur Gänze Italien zugeschlagen.